# Günther Ahlbach
Günther Ahlbach (* 27. November 1923 in Koblenz; † September 1959) war ein deutscher Fußballspieler.

## Sportlicher Werdegang
Ahlbach entstammt der Jugend des VfL Oberbieber, den er 1941 in Richtung SV Waldhof Mannheim in die Gauliga Baden verließ. In der Spielzeit 1941/42 zog der Stürmer mit der Mannschaft ohne Niederlage als Gauligameister in die Endrunde um die deutsche Meisterschaft ein, wo sie jedoch direkt zum Auftakt mit einer 1:7-Niederlage gegen den 1. FC Kaiserslautern ausschied. 1943 kehrte er zum VfL Oberbieber zurück.
Nach dem Zweiten Weltkrieg spielte Ahlbach kurzzeitig bei Hassia Bingen, ab Frühjahr 1946 lief er für TuS Neuendorf in der Oberliga Südwest auf. Im Herbst des Jahres wechselte er zum 1. FC Nürnberg in die Oberliga Süd, kehrte aber bereits im März 1947 nach sechs Meisterschaftsspielen für den Club, in dem er ein Tor erzielt hatte, zur TuS Neuendorf zurück. In der Spielzeit 1947/48 erreichte er mit der Mannschaft die Endrunde um die deutsche Meisterschaft, wo sie unter Spielertrainer Josef Gauchel nach einem 2:1-Erfolg über den Hamburger SV ins Semifinale einzog. Hier erwies sich erneut der 1. FC Kaiserslautern als zu stark, als Ahlbach an der Seite von Rudi Gutendorf, Jakob Miltz, Georg Unkelbach, Rudi Voigtmann und Karl Adam mit 1:5 den Kürzeren zog und Ferdinand Warths Treffer kurz vor Schluss allenfalls Ergebniskosmetik war. Zwei Jahre später gelang erneut die Qualifikation für die Endrunde, dieses Mal ging das Viertelfinalspiel gegen den FC St. Pauli mit 0:4 verloren. 1954 beendete Ahlbach seine höherklassige Spielerlaufbahn, bei der er für TuS Neuendorf 117 Meisterschaftstore in 170 Oberligaspielen erzielt hatte.
Im September 1959 kam Ahlbach im Alter von 36 Jahren bei einem Verkehrsunfall ums Leben.